# 自然公園大会
自然公園大会（しぜんこうえんたいかい）は、「自然に親しむ運動」の中心行事として、国立公園や国定公園を舞台に環境省、各都道府県、財団法人国立公園協会が共催していた全国大会である。2007年からは「自然公園ふれあい全国大会」に改称されていた。しかし国立公園協会の解散に伴い2011年の大会で終了した。
第一回大会が1959年に日光国立公園・奥日光で開催されて以来、各県持ち回りで毎年一度開かれている。環境省は夏休み期間にあたる7月21日から8月20日までを「自然に親しむ運動」期間としており、自然公園大会は主にこの期間内の2日間にわたり開かれる。大会の内容としては、皇族・環境大臣・知事等が出席する式典、展示会、講演会等の他、実際に人々が自然と触れあう場として、自然観察会、ハイキング、オリエンテーリング、サイクリング、登山、キャンプ、環境美化・清掃活動などの様々な野外活動の機会が設けられていた。
なお、大会開催時に行われていた自然公園関係功労者環境大臣表彰は引き続き行っている。